# 佩德罗·欧亨尼奥·阿兰布鲁
佩德罗·欧亨尼奥·阿兰布鲁·西尔韦蒂（西班牙語：Pedro Eugenio Aramburu Silveti，1903年5月21日—1970年6月1日），阿根廷总统(1955-1958)、將軍。
阿兰布鲁就读于Colegio Militar de la Nación，1922年任少尉，1933年升少校，1943年在Escuela de Guerra任教，1951年升准将，1943年任Escuela de Guerra主任，1955年任陆军总司令，發動軍事政變推翻胡安·庇隆后逼使其流亡西班牙，其禁止庇隆主義政黨，同時維持反共主義。
1958年升中将并退休。1963年参加总统大选，组政党"Union del Pueblo Argentino" (UDELPA, 阿根廷人民的联合)，以一个明确口号: "Vote UDELPA and HE won't return" ("Vote UDELPA y no vuelve")。
1970年5月29日中午，阿兰布鲁从布宜诺斯艾利斯街道被绑架，3天后被谋杀，他的尸体在布宜诺斯艾利斯Carlos Tejedor蒂莫特镇(Timote)的农场被留下。
| 前任： 爱德华多·洛纳迪 | 阿根廷总统 1955-1958 | 繼任： 阿图罗·弗朗迪西 |